# Paul Azinger

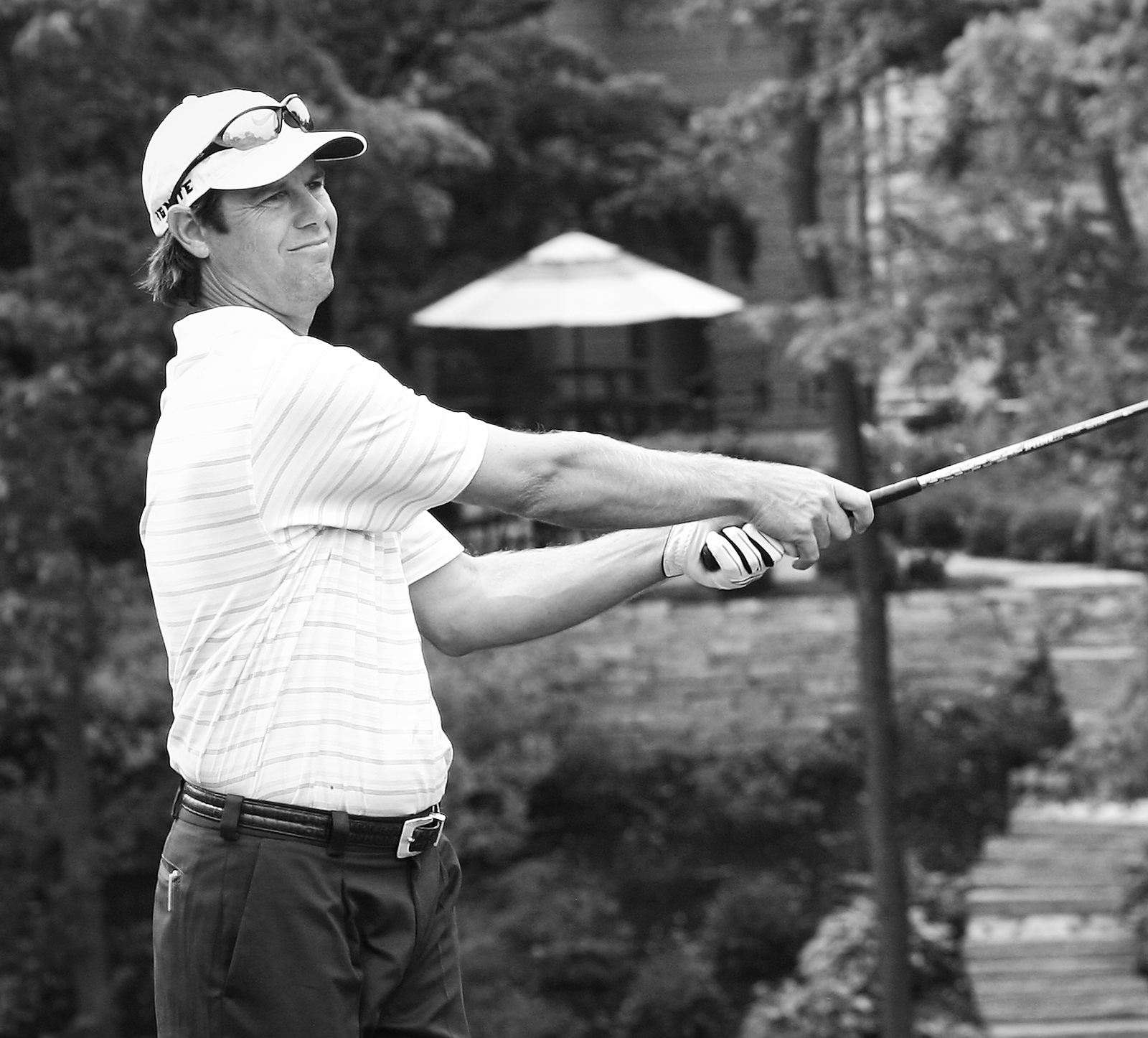
Paul Azinger.

Paul Azinger, född 6 januari 1960 i Holyoke, Massachusetts, är en amerikansk golfspelare och golfanalytiker på Fox Sports. Azinger har vunnit tolv tävlingar på PGA Touren och har varit rankad top-10 i världen i nästan 300 veckor mellan 1988 och 1994.

## Biografi
Azinger, född 1960, studerade på Florida State University och Brevard Community College och han blev professionell 1981. 
Hans genombrott kom under säsongen 1987; han vann tre PGA Tourtävlingar och blev två i British Open. Azinger behövde avsluta par-par på hål 17&18 för att vinna mästerskapet, men avslutar bogey-bogey och förlorar mot Nick Faldo.
Azinger vann Hertz Bay Hill Classic 1988, hans enda vinst på säsongen och Canon Greater Hartford Open 1989. Han vann året därpå MONY Tournament of Champions för att 1991 vinna AT&T Pebble Beach National Pro-Am. 
Azinger vann sin 8:e PGA Tourtävling 1992 då han vann The Tour Championship. Azinger hade dock sin bästa säsong 1993 då han vann PGA Championship och ytterligare två tävlingar; Memorial Tournament och New England Classic.

### 1993 års PGA Championship
Azinger var ett slag bakom Greg Norman efter 54 hål, med rondresultaten 69-66-69 (-9 under par), mot Normans 68-68-67 (-10 under par). Azinger avslutade sista tävlingsronden med fyra birdies på de sju sista hålen, för att gå på 30 slag på dem sista 9 hålen. Detta gjorde att Norman och Azinger delade förstaplatsen på totalt 272 slag, vilket tvingade särspel. På det första särspelshålet gör bägge spelarna par, men under det andra särspelshålet missar Norman en 1-meter lång parputt, vilket gör Azinger till vinnaren.
År 1994 drabbades han av cancer och han skrev en bok, Zinger, om sin sjukdom. 1995 belönades han av USGA med Ben Hogan Trophy som delas ut till spelare som har gjort en stark comeback till golfen efter en sjukdom. År 2000 vann han sin första tävling på sju år i Sony Open på Hawaii, tävlingen skulle även bli hans sista vinst på PGA Touren.
Azinger van lagkapten för det amerikanska Ryder Cup laget 2008. Mästerskapet spelades på Valhalla Golf Club i USA, och det amerikanska laget vann, vilket var första gången sedan Ryder Cup 1999. Azinger publicerade 2010 sin andra bok Cracking the Code: The Winning Ryder Cup Strategy, som behandlar hur han tog det amerikanska laget till seger.

### Champions Tour
Azinger spelade sin första tävling på Champions Tour i februari 2010 i The ACE Group Classic. Han spelade fyra tävlingar det året, och ingen sedan dess.

## Utöver golfen
Azinger är även en hängiven pokerspelare, han har deltagit i World Series of Poker 2006 och 2008.

## Meriter

### Majorsegrar
| År   | Mästerskap       | Efter 54 hål | Vinstresultat   | Mot par | Segermarginal | Runner-up   |
| ---- | ---------------- | ------------ | --------------- | ------- | ------------- | ----------- |
| 1993 | PGA Championship | 1 slag bakom | 69-66-69-68=272 | -12     | Särspel       | Greg Norman |

Not: Azinger vann på par på det andra särspelshålet.

### PGA-segrar
| No. | Datum        | Tävling                                     | Vinstresultat   | Mot par | Segermarginal | Runner(s)-up                |
| --- | ------------ | ------------------------------------------- | --------------- | ------- | ------------- | --------------------------- |
| 1   | Jan 25, 1987 | Phoenix Open                                | 67-69-65-67=268 | -16     | 1 slag        | Hal Sutton                  |
| 2   | Maj 3, 1987  | Panasonic Las Vegas Invitational            | 68-72-67-64=271 | -17     | 1 slag        | Hal Sutton                  |
| 3   | Jun 28, 1987 | Canon Sammy Davis Jr.-Greater Hartford Open | 69-65-63-72=269 | -15     | 1 slag        | Dan Forsman, Wayne Levi     |
| 4   | Mar 20, 1988 | Hertz Bay Hill Classic                      | 66-66-73-66=271 | -13     | 5 slag        | Tom Kite                    |
| 5   | Jul 9, 1989  | Canon Greater Hartford Open                 | 65-70-67-65=267 | -17     | 1 slag        | Wayne Levi                  |
| 6   | Jan 7, 1990  | MONY Tournament of Champions                | 66-68-69-69=272 | -16     | 1 slag        | Ian Baker-Finch             |
| 7   | Feb 3, 1991  | AT&T Pebble Beach National Pro-Am           | 67-67-73-67=274 | -14     | 4 slag        | Brian Claar, Corey Pavin    |
| 8   | Nov 1, 1992  | The Tour Championship                       | 70-66-69-71=276 | -8      | 3 slag        | Lee Janzen, Corey Pavin     |
| 9   | Jun 6, 1993  | Memorial Tournament                         | 68-69-68-69=274 | -14     | 1 slag        | Corey Pavin                 |
| 10  | Jul 25, 1993 | New England Classic                         | 67-69-64-68=268 | -16     | 4 slag        | Jay Delsing, Bruce Fleisher |
| 11  | Aug 15, 1993 | PGA Championship                            | 69-66-69-68=272 | -12     | Särspel       | Greg Norman                 |
| 12  | Jan 16, 2000 | Sony Open in Hawaii                         | 63-65-68-65=261 | -19     | 7 slag        | Stuart Appleby              |

### Vinster på Europatouren
| No. | Datum        | Tävling                    | Vinstresultat   | Mot par | Segermarginal | Runner(s)-up                                            |
| --- | ------------ | -------------------------- | --------------- | ------- | ------------- | ------------------------------------------------------- |
| 1   | Sep 23, 1990 | BMW International Open     | 63-73-73-68=277 | -11     | Särspel       | David Feherty                                           |
| 2   | Aug 9, 1992  | BMW International Open (2) | 66-67-66-67=266 | -22     | Särspel       | Glen Day, Anders Forsbrand, Mark James, Bernhard Langer |

### Lagtävlingar
- Ryder Cup:
  - Spelare: 1989, 1991, 1993, 2002
  - Kapten: 2008
- World Cup: 1989
- Presidents Cup: 2000
- UBS Warburg Cup: 2002
- Wendy's 3-Tour Challenge (representerade PGA Tour): 1993, 1994